# Shona jezik
Shona jezik (ISO 639-3: sna) jedan je od jezika u Bantu skupini, matični je jezik Shona naroda koji nastanjuje Zimbabve i jug Zambije. U Bocvani je poznat kao zezuru. Dijalekti Shona jezika su karanga (chikaranga), zezuru (chizezuru, bazezuru, bazuzura, mazizuru, vazezuru, wazezuru), korekore (northern shona, goba, gova, shangwe). Ovi dijaleklti imaju i pod-dijalekte, to su: karanga: duma, jena, mhari (mari), ngova, nyubi, govera; korekore: budya, gova, tande, tavara, nyongwe, pfunde, shan gwe; zezuru: shawasha, gova, mbire, tsunga, kachikwakwa, harava, nohwe, njanja, nobvu, kwazwimba (zimba); shona: toko, hwesa.
Shona je jedan od službenih jezika u Zimbabveu zajedno s engleskim i ndebele jezikom. Ukupan broj govornika u Zimbabveu, Zambiji, Mozambiku i Bocvani procjenjuje se na oko 10 759 200. govornika.
Sa standardizacijom Shona jezika započelo se početkom 20.stoljeća dok je taj proces završen u 1950-ima. Prva je pripovijetka na Shona jeziku bila je pripovijetka Feso objavljena 1957. a autor joj je bio Solomon Mutswairo. Moderni Shona jezik nastao je na osnovu Karanga dijalekta.
Pripada podskupini Shona (S.10) i široj skupini Centralnih bantu jezika zone S.

## Riječi na Shona jeziku
| hrvatski    | Shona              |  |  |  | brojevi | brojevi na shona jeziku |
| ----------- | ------------------ |  |  |  | ------- | ----------------------- |
| dobro jutro | mangwanani         |  |  |  | 1       | potsi                   |
| dobar dan   | masikati           |  |  |  | 2       | piri                    |
| dobro veče  | manheru            |  |  |  | 3       | tatu                    |
| doviđenja   | chisarai zvakanaka |  |  |  | 4       | ina                     |
| voda        | mvura              |  |  |  | 5       | shanu                   |
| kruh        | chingwa            |  |  |  | 6       | tanhatu                 |
| riba        | hove               |  |  |  | 7       | nomwe                   |
| meso        | nyama              |  |  |  | 8       | tsere                   |
| hladno      | chando             |  |  |  | 9       | pfumbamwe               |
| toplo       | kupisa             |  |  |  | 10      | gumi                    |

## Vanjske poveznice
- Ethnologue (14th)[neaktivna poveznica]
- Ethnologue (15th)
- Ethnologue (16th)  Arhivirana inačica izvorne stranice od 19. veljače 2015. (Wayback Machine)